# مسابقات قهرمانی بوکس آماتوری آسیا ۲۰۰۵
بیست و سومین دوره مسابقات قهرمانی بوکس آماتوری آسیا از ۲۹ اوت تا ۴ سپتامبر در هوشی‌مین ویتنام با حضور ۱۴۳ بوکسور از ۱۹ کشور برگزار شد.

## خلاصه مدال
| وزن                      | طلا                         | نقره                          | برنز                               |
| Light flyweight ۴۸ ک‌گ    | هری تانامور · فیلیپین       | هونگ مو-وون · کرهٔ جنوبی       | سوبان پانون · تایلند               |
| Light flyweight ۴۸ ک‌گ    | هری تانامور · فیلیپین       | هونگ مو-وون · کرهٔ جنوبی       | نگوین ته‌های · ویتنام               |
| Flyweight ۵۱ ک‌گ          | Lee Ok-sung · کرهٔ جنوبی     | Nauman Karim · پاکستان        | انخباتین بادار-اوگان · مغولستان    |
| Flyweight ۵۱ ک‌گ          | Lee Ok-sung · کرهٔ جنوبی     | Nauman Karim · پاکستان        | تران کووک ویت · ویتنام             |
| Bantamweight ۵۴ ک‌گ       | جوان تیپون · فیلیپین        | اوتگونچولونی باتخو · مغولستان | میرجان رحیم جانوف · قزاقستان       |
| Bantamweight ۵۴ ک‌گ       | جوان تیپون · فیلیپین        | اوتگونچولونی باتخو · مغولستان | تنگتئانگ خلونگچان · تایلند         |
| Featherweight ۵۷ ک‌گ      | مهرالله لاسی · پاکستان      | کیم سونگ-گوک · کرهٔ شمالی      | آرنالدو مونیاگا · اندونزی          |
| Featherweight ۵۷ ک‌گ      | مهرالله لاسی · پاکستان      | کیم سونگ-گوک · کرهٔ شمالی      | Kim Won-il\|کیم ون ایل · کرهٔ جنوبی |
| Lightweight ۶۰ ک‌گ        | پیچای سایوتا · تایلند       | نورالدین چگینی · ایران        | معروفجان فیضولویف · تاجیکستان      |
| Lightweight ۶۰ ک‌گ        | پیچای سایوتا · تایلند       | نورالدین چگینی · ایران        | جای باگوان · هند                   |
| Light welterweight ۶۴ ک‌گ | اصغر علی شاه · پاکستان      | ژنیس نورگوژین · قزاقستان      | مارک ملیگن · فیلیپین               |
| Light welterweight ۶۴ ک‌گ | اصغر علی شاه · پاکستان      | ژنیس نورگوژین · قزاقستان      | بایان موخ · مغولستان               |
| Welterweight ۶۹ ک‌گ       | باکیت سارسکبایف · قزاقستان  | علی اصغر باشاروف · ترکمنستان  | رضا قاسمی · ایران                  |
| Welterweight ۶۹ ک‌گ       | باکیت سارسکبایف · قزاقستان  | علی اصغر باشاروف · ترکمنستان  | دیوید اوتگان · مغولستان            |
| Middleweight ۷۵ ک‌گ       | جاهون قربانوف · تاجیکستان   | چو دئوک-جین · کرهٔ جنوبی       | ریوتا موراتا · ژاپن                |
| Middleweight ۷۵ ک‌گ       | جاهون قربانوف · تاجیکستان   | چو دئوک-جین · کرهٔ جنوبی       | شیرزاد عبدالرحمانوف · ازبکستان     |
| Light heavyweight ۸۱ ک‌گ  | یردوس جانابرگنوف · قزاقستان | اوتکیربک حیدروف · ازبکستان    | همایون امیری · ایران               |
| Light heavyweight ۸۱ ک‌گ  | یردوس جانابرگنوف · قزاقستان | اوتکیربک حیدروف · ازبکستان    | کنستانتین مارکرائوسوف · تاجیکستان  |
| Heavyweight ۹۱ ک‌گ        | شوکت علی · پاکستان          | جاسور ماچانوف · ازبکستان      | یونگ یو-چن · کرهٔ جنوبی             |
| Heavyweight ۹۱ ک‌گ        | شوکت علی · پاکستان          | جاسور ماچانوف · ازبکستان      | ژنیس تیرواستوف · قزاقستان          |
| Super heavyweight +۹۱ ک‌گ | روح‌الله حسینی · ایران       | رستم سایدیوف · ازبکستان       | رستم ریگلایف · قزاقستان            |
| Super heavyweight +۹۱ ک‌گ | روح‌الله حسینی · ایران       | رستم سایدیوف · ازبکستان       | احمد وطار · سوریه                  |

## جدول مدالی
| رتبه            | کشور            | طلا | نقره | برنز | مجموع |
| --------------- | --------------- | --- | ---- | ---- | ----- |
| ۱               | پاکستان         | ۳   | ۱    | ۰    | ۴     |
| ۲               | قزاقستان        | ۲   | ۱    | ۳    | ۶     |
| ۳               | فیلیپین         | ۲   | ۰    | ۱    | ۳     |
| ۴               | کرهٔ جنوبی       | ۱   | ۲    | ۲    | ۵     |
| ۵               | ایران           | ۱   | ۱    | ۲    | ۴     |
| ۶               | تاجیکستان       | ۱   | ۰    | ۲    | ۳     |
| ۶               | تایلند          | ۱   | ۰    | ۲    | ۳     |
| ۸               | ازبکستان        | ۰   | ۳    | ۱    | ۴     |
| ۹               | مغولستان        | ۰   | ۱    | ۳    | ۴     |
| ۱۰              | ترکمنستان       | ۰   | ۱    | ۰    | ۱     |
| ۱۰              | کرهٔ شمالی       | ۰   | ۱    | ۰    | ۱     |
| ۱۲              | ویتنام          | ۰   | ۰    | ۲    | ۲     |
| ۱۳              | اندونزی         | ۰   | ۰    | ۱    | ۱     |
| ۱۳              | سوریه           | ۰   | ۰    | ۱    | ۱     |
| ۱۳              | هند             | ۰   | ۰    | ۱    | ۱     |
| ۱۳              | ژاپن            | ۰   | ۰    | ۱    | ۱     |
| مجموع (۱۶ کشور) | مجموع (۱۶ کشور) | ۱۱  | ۱۱   | ۲۲   | ۴۴    |

## نتایج بوکسورهای ایران
- ۴۸ کیلوگرم: صادق فرج زاده در دور الو حریفی از سری لانکا را شکست داد ولی در مسابقه دوم مغلوب نماینده کره جنوبی شد و از دور رقابت‌ها کنار رفت.
- ۵۱ کیلوگرم: در این وزن شهرام ترادیده در دور اول بوکسور لائوسی را شکست داد و در دور دوم مغلوب بوکسور ویتنامی شد و از دور مسابقات کنار رفت.
- ۵۴ کیلوگرم: مهرداد حمیدیان از حریف پاکستانی خود شکست خورد و حذف شد.
- ۵۷ کیلوگرم: ابراهیم ارمشی در دور اول مغلوب نماینده کره جنوبی شد و حذف گردید.
- ۶۰ کیلوگرم: نورالدین چگینی در دور اول استراحت داشت و در دور دوم مقابل بوکسور ازبکستانی به پیروزی ۳۱–۱۶ رسید. در دور سوم موفق شد حریف هندی خود را مغلوب کند تا به دیدار فینال این وزن راه یابد. در دیدار پایانی، چگینی مغلوب پانچیا سایوتا از تایلند شد و به مدال نقره رسید.
- ۶۴ کیلوگرم: مرتضی سپهوند در دور اول بوکسور ویتنامی را مغلوب کرد ولی در دومین پیکار خود از حریف پاکستانی اش شکست خورد و حذف شد.
- ۶۹ کیلوگرم: رضا قاسمی بوکسور در دور اول حریف تایوانی خود را در راند دوم ناک اوت کرد و در دور دوم در یک رقابت نزدیک بوکسوری از هند را ۲۲–۲۰ شکست داد تا راهی نیمه نهایی شود. در این مرحله به حریفی از ازبکستان باخت تا همانند سال ۲۰۰۳ به مدال برنز آسیا دست یابد.
- ۷۵ کیلوگرم: علیرضا برفی در دور اول با پیروزی در برابر حریف کره ای سر سخت خود که از بوکسورهای مطرح المپیک سال گذشته بود به نیمه نهایی رسید و پس از شکست بوکسور قزاقستان به فینال رسید و با مغلوب کردن حریف روسی خود مدال طلا را به ارمغان آورد. در وزن دوم مهدی قربانی در دور اول حریفی از هند را مغلوب کرد ولی در دور دوم مقابل عبدالرحمانف از ازبکستان در راند چهارم ناک دان و حذف شد.
- ۸۱ کیلوگرم: همایون امیری در دور اول استراحت داشت و پس از پیروزی بر بوکسوری از قرقیزستان به مرحله نیمه نهایی راه یافت ولی در این مرحله در برابر حیدراف از ازبکستان شکست خورد و بر سکوی سوم ایستاد.
- ۹۱ کیلوگرم: علی مظاهری در برابر حریفی از پاکستان طی چهار راند مبارزه مغلوب و از دور رقابت‌ها حذف شد.
- ۹۱+ کیلوگرم: روح‌الله حسینی در دور اول، بوکسوری از سری لانکا را مغلوب کرد. سپس حریف قدرتمند خود (رستم ریگ بایف) از قزاقستان را شکست داد و در فینال هم با غلبه بر سایدیوف دارنده ۵ مدال طلای آسیا از ازبکستان به مدال طلای دست یافت.